# Thamnobryum cataractarum
Thamnobryum cataractarum là một loài rêu trong họ Neckeraceae. Loài này được N. Hodgetts & Blockeel mô tả khoa học đầu tiên năm 1992.